# 요코하마 스타디움 심판 집단 폭행 사건
요코하마 스타디움 심판 집단 폭행 사건(일본어: 横浜スタジアム審判集団暴行事件)은 1982년 8월 31일 요코하마 스타디움에서 열린 일본 프로 야구 센트럴 리그의 요코하마 다이요 웨일스(이하 ‘다이요’)와 한신 타이거스(이하 ‘한신’)의 경기에서 발생한 한신 측에 의한 심판원 폭행 사건이다.
명칭에 대해서는 ‘결정됐다’라고 말할 수 있는 것은 보이지 않지만 이 사건을 ‘폭호사건’(暴虎事件) 등으로도 불린다. 후술하는 바와 같이 형사 사건으로 번져서 일본 프로 야구에 뿌리 깊은 폭력에의 ‘관대함’과 스포츠에선 보기 드문 ‘심판 경시’의 풍조가 표면화된 것도 있어서 일본 사회의 넓은 범위에서 주목을 받은 사건이다.

## 문제의 플레이
7회초(득점은 1대 1), 이 이닝에서 한신의 선두 타자 후지타 다이라는 3루 앞에 뜬공을 날렸지만 후지타의 타구를 잡으러간 다이요의 3루수 이시바시 미쓰구의 뒤쪽 페어 존에 타구가 떨어졌다. 바운드된 타구는 홈과 3루 간의 파울 라인을 넘어서 파울 존으로 굴러나갔다. 이 타구를 3루심이던 와시야 와타루는 파울볼로 판정했다.
이 판정에 대해 한신 측은 먼저 3루 베이스 코치인 고노 아키테루가 “타구가 페어 존에서 이시바시의 글러브에 닿은 후 파울 존을 벗어났으니까 페어인 타구다”라고 주장해서 항의를 시작했다. 와시야는 타구가 이시바시의 글러브에 닿지 않은 것으로 해서 파울볼이라고 판정했기 때문에 본 사건은 룰의 적용이 아닌 순전히 사실 확인을 둘러싼 항의였다. 더욱이 한신측은 1루 베이스 코치 시마노 이쿠오, 벤치를 뛰쳐나온 코치 시바타 다케시, 게다가 선수들 거의 전원이 가세해서 3루측 파울 존 펜스 근처에서 와시야를 에워쌌다. 펜스의 건너편에는 이후의 폭력 행위에 성원을 보내는 한신팬도 있었다. 이때 맨 앞에 막아선 선수는 마유미 아키노부 뿐이었다고 한다.

## 폭행
시마노와 시바타는 둘러쌓인 와시야를 억눌러서 때리고 발로 차는 등의 폭행을 가했다. 더욱이 싸움을 말리려 들어간 구심 오카다 이사오 등 다른 심판원에 대해서도 똑같이 구타하는 폭행을 더해서 오카다는 그라운드 바닥에 주저앉았다. 시마노와 시바타에게는 즉시 퇴장 명령이 내려졌지만 그 후에도 폭행은 계속됐다. 이 경기의 책임 심판이기도 했던 오카다는 ‘폭력단과 같은 팀과 경기를 할 수 있을까!!’라고 프로텍터(당시에는 인사이드 프로텍터가 아닌 손에 갖고 있던 아웃사이드 프로텍터)를 땅바닥에 내팽개친 뒤 화를 내며 심판단을 철수시켰다.
한신 측은 감독인 안도 모토오가 사과하고 경기가 중단된 시간이 10분쯤 돼서야 오카다가 “아주 고통스러웠습니다만 시바타, 시마노 두 명의 코치를 퇴장시키고 경기를 재개하겠습니다”라고 이례적인 표현으로 장내 아나운스를 한 뒤 경기가 재개됐다. 또한 심판단은 몰수 경기도 생각하고 있었지만 위와 같은 안도 감독의 사과가 있던 것과 여름 휴가가 마지막 날이어서 요코하마 스타디움을 찾은 많은 관객들을 배려해서 속행을 결정했다고 한다. 이 경기는 TV 가나가와 등에서 방송되고 있었다.
또한 경기 결과는 문제의 뜬공을 날린 후지타가 9회에 2점 홈런을 때려내면서 한신이 3대 1로 승리했다.

### 사건의 배경
이날 경기에서는 4회에 한신의 선발 투수 후지와라 마사시의 보크로 동점이 된 판정에 한신측이 항의해서 경기가 8분간 중단됐다. 5회에는 스트라이크, 볼의 판정에 대한 불만을 이유로 한신의 타자인 그렉 존스턴이 홈베이스를 더럽힌 것에 대해서 구심인 오카다가 ‘베이스를 깔끔하게 청소해’라고 화를 냈다. 이처럼 한신측이 오카다를 비롯한 심판단의 판정에 재삼 불복을 주장하고 심판단의 의연한 태도로 응대했던 것이 폭행 사건의 배경에 있었다고 당시의 언론 보도에서 지적됐다.

### 경찰 수사
가나가와 현 경찰 가가 정 경찰서는 경기 종료 후 오카다, 와시야, 데자와 쇼지(2루심) 등 세 명으로부터 사정을 청취, 상해사건으로서 수사에 착수했다. 이 과정에서 심판원의 부상은 오카다는 전치 2주, 와시야는 전치 1주라는 진단이 내려졌다. 한편 가가 정 경찰서는 9월 2일에 시마노와 시바타에게 임의 동행을 요구하고 조사에 들어갔는데 프로 야구의 코치, 선수가 경기와 관련해서 경찰의 조사를 받는 것은 극히 이례적인 일이었다고 한다. 이에 대해 한신은 이들 두 명에게 ‘10일간 활동 금지’ 처분을 내렸다고 발표했다.
요코하마 지방검찰청은 9월 29일에 시마노와 시바타를 약식기소했고 요코하마 간이재판소는 이들 두 명에게 벌금 5만 엔의 약식명령을 내렸다.

### 평가
- 이 경기 결과를 보도한 니혼케이자이 신문은 ‘유사 폭력단’(暴力団まがい)이라고 표현했다.[6]
- 니노미야 세이준은 자신의 저서인 《헤이세이 프로 야구 개조론》에서 ‘세기말 집단 폭행 사건’(世紀末集団暴行事件)이라고 비판했고 “(심판은 선수들에 비해서)인원 수가 적은데, 저항하지 않는 심판을 에워싸고 때리고 발로 차는 등의 행위는 언어도단”이라고 전직 심판원이었던 미우라 신이치로의 발언을 인용했다.[14]
- 한신측에서는 “타이거스 역사에 오점을 남겼다”고 평가했다.[13]

## 징계
9월 1일, 센트럴 리그 스즈키 류지 회장은 여론 악화와 일본 야구 기구 시모다 다케소 커미셔너의 권고도 있었기에 시마노와 시바타에게 ‘무기한 출장 정지’라는 처분을 내렸다. 단지 스즈키는 오카다에게 “심판의 장사 도구인 프로텍터를 던져버린 것은 이게 도대체 무슨 짓인가!”라고 격노했고 스즈키는 한신측이 시마노와 시바타를 구단 직원으로 그 신분을 보증하는 걸 용인하는 등 조기복귀를 전제로 한 자세를 명확하게 밝혔고 9월 4일에 “반드시 향후 어떠한 경우에서도 처분이 풀리는 걸 부정한 생각은 없습니다”라는 성명서를 발표했다.
그 후 시마노와 시바타가 이 사건에 대해 반성의 뜻을 나타낸 것과 위에서 말한 스즈키의 의향도 있어서 이듬해인 1983년 3월 24일, 시마노와 시바타에 대한 처분이 해제됐고 한신은 이들 두 사람과 코치 계약을 맺었다.

## 참고 문헌
- 한신 타이거스 《한신 타이거스 쇼와의 발자취(阪神タイガース昭和のあゆみ)》(1991년) p. 482 ~ 483
- 니노미야 세이준 《헤이세이 프로 야구 개조론(平成プロ野球改造論)》(게이분샤) ISBN 978-4-87465-190-2, p. 38
- 베이스볼 매거진사 편 《프로 야구 70년사 - 역사편》(베이스볼 매거진사, 2004년) ISBN 978-4-583-03808-7, p. 490
- 《프로 야구 전력외 통보 2009(プロ野球 戦力外通告 2009)》(오클라 출판) ISBN 978-4-7755-1310-1, p. 98
- 니혼케이자이 신문 축쇄판, 아사히 신문 축쇄판, 요미우리 신문 축쇄판, 마이니치 신문 축쇄판 1982년 9월호 외